# ايروين أولا شابيرو
ايروين أولا شابيرو (بالإنجليزية: Irwin I. Shapiro) (و. 1929 – م) هو عالم فيزياء فلكية، وعالم فلك، وفيزيائي، وأستاذ جامعي من الولايات المتحدة الأمريكية . ولد في نيويورك .
وهو عضواً في الأكاديمية الوطنية للعلوم، والأكاديمية الأمريكية للفنون والعلوم .

## التعليم
تعلم في جامعة هارفارد، وجامعة كورنيل

## مناصب وهيئات
أدار جامعة هارفارد، ومعهد ماساتشوستس للتكنولوجيا.

## جوائز
حصل على جوائز منها:
- جائزة دانيال هاينمان للفيزياء الفلكية (1983)
- ميدالية ألبرت ميكلسون  [لغات أخرى]‏
- زمالة غوغنهايم.